# Orlando McDaniel
(en) Statistiques sur pro-football-reference
Orlando Keith McDaniel (né le 1er décembre 1960 et mort le 28 mars 2020) est un joueur de football américain professionnel qui a été un Wide receiver de la National Football League (NFL) pendant une saison avec les Broncos de Denver. Il joue au football universitaire pour les LSU Tigers. Il est repêché par les Broncos au deuxième tour du repêchage de la NFL en 1982. Il apparaît dans trois matchs au cours de la saison 1982.

## Biographie
McDaniel naît à Shreveport, en Louisiane, et fréquente le Lake Charles High School à Lake Charles, en Louisiane. Il fréquente ensuite l'Université d'État de Louisiane. McDaniel est le fondateur et l'entraîneur du North Texas Cheetahs Track Club.
Le 28 mars 2020, Orlando  McDaniel meurt des complications de COVID-19,.